# Lill-Bjärten
Lill-Bjärten är en sjö i Nordmalings kommun i Ångermanland och ingår i Leduåns huvudavrinningsområde. Sjön har en area på 0,125 kvadratkilometer och ligger 195,2 meter över havet.

## Delavrinningsområde
Lill-Bjärten ingår i det delavrinningsområde (708507-165689) som SMHI kallar för Utloppet av Bjärten. Medelhöjden är 225 meter över havet och ytan är 17,55 kvadratkilometer. Räknas de 6 avrinningsområdena uppströms in blir den ackumulerade arean 48,38 kvadratkilometer. Avrinningsområdets utflöde Leduån mynnar i havet. Avrinningsområdet består mestadels av skog (77 procent). Avrinningsområdet har 2,43 kvadratkilometer vattenytor vilket ger det en sjöprocent på 13,8 procent.